# Vrin
Vrin era una comuna suiza del cantón de los Grisones, situada en el distrito de Surselva, círculo de Lumnezia/Lugnez. Limitaba al norte y noreste con la comuna de Lumbrein, al este y sureste con Vals, al sur y suroeste con Blenio (TI), y al oeste con Medel (Lucmagn) y Sumvitg. El 1 de enero de 2013 se fusionó con las antiguas comunas de Cumbel, Degen, Lumbrein, Morissen, Suraua, Vignogn y Vella para constituir la nueva comuna de Lumnezia.
Forman parte del territorio comunal las localidades de Vrin-Dado, Vrin-Vitg, Cons, Ligiaziun y San Giusep.

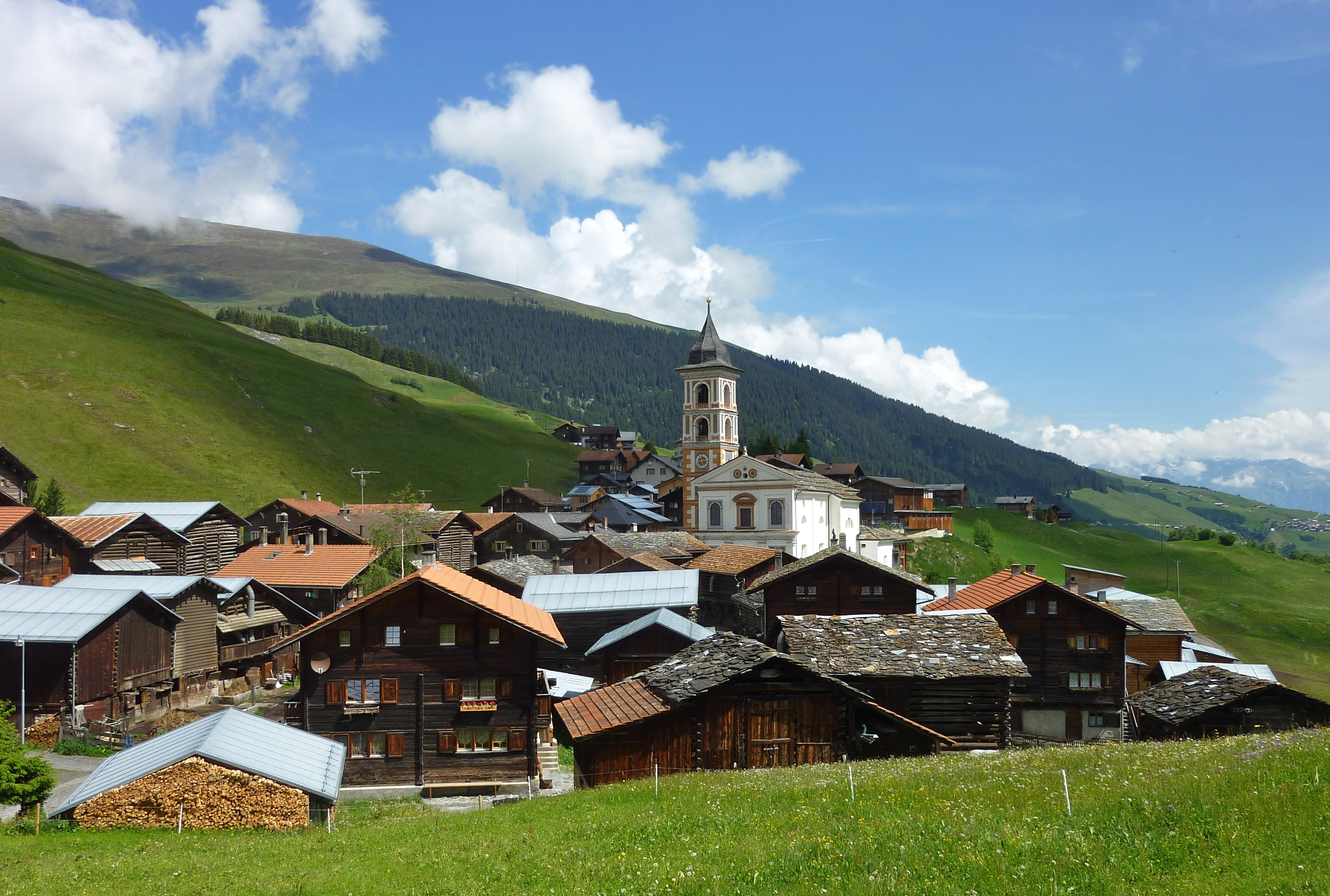
Vista del pueblo de Vrin.